# Monascus
Monascus (dt.: Mönchspilz) ist eine Schimmelpilz-Gattung. Die bekannteste ihrer zahlreichen Arten ist der rotpigmentierte Monascus purpureus. Er wird traditionell in der Produktion von bestimmten fermentierten Lebensmitteln in Ostasien eingesetzt. Einzelne Inhaltsstoffe finden darüber hinaus als Farbstoffe und als Medikamente Verwendung.

## Merkmale
Die Gattung Monascus bildet in der Hauptfruchtform als Fruchtkörper durchscheinende bis hellbraune Kleistothecien, die bei manchen Arten mit der Zeit dunkelbraun werden können. Die Kleistothecien sind kugelig, dünnwandig und ohne Öffnung. Die Schläuche sind fast kugelig bis breit elliptisch, kaum unterscheidbar vom Protoplast, meist achtsporig und schon im frühen Stadium flüchtig, wodurch die Fruchtkörper bei Reife mit einer kompakten Sporenmasse ausgefüllt werden. Die Ascosporen sind glattwandig. in der Nebenfruchtform bilden sie sogenannte Aleuriokonidien, die aus undifferenzierten konidiogenen Zellen von der Spitze abwärts (basipetal) gebildet werden und so fortlaufend kürzer werden.

## Synonyme
Monascus wurde auch unter den folgenden Namen beschrieben:
- Allescheria Sacc. & P.Syd. (1899)
- Backusia Thirum., M.D.Whitehead & P.N.Mathur (1965)
- Eurotiella Lindau (1900)
- Eurotiopsis Costantin ex Laborde (1897)
- Physomyces Harz (1890)

## Spezies (Arten)
Innerhalb der Gattung Monascus wurden seit dem 19. Jahrhundert viele Arten beschrieben, die taxonomische Einordnung ist ein kontinuierlicher Prozess.
- Monascus albidulus Zhong Q.Li & F. Guo (2004)
- Monascus argentinensis Stchigel & Guarro (2004)
- Monascus aurantiacus Zhong Q.Li ex Zhong Q.Li & F.Guo (2004)
- Monascus barkeri P.A.Dang. (1907)
- Monascus eremophilus A.D.Hocking & Pitt (1988)
- Monascus flavipigmentosus R.N.Barbosa, Souza-Motta, N.T.Oliveira & Houbraken (2017)
- Monascus floridanus P.F.Cannon & E.L.Barnard (1987)
- Monascus fumeus Zhong Q.Li & F. Guo (2004)
- Monascus lunisporas Udagawa & H. Baba (1998)
- Monascus mellicola R.N.Barbosa, Souza-Motta, N.T.Oliveira & Houbraken (2017)
- Monascus mucoroides Tiegh. (1884)
- Monascus olei Piedallu (1910)
- Monascus pallens P.F. Cannon, Abdullah & B.A.Abbas (1995)
- Monascus paxii Lingelsh. (1916)
- Monascus pilosus K.Satô ex D. Hawksw. & Pitt (1983)
- Monascus purpureus Went (1895)
- Monascus recifensis R.N. Barbosa, Souza-Motta, N.T.Oliveira & Houbraken (2017)
- Monascus ruber Tiegh. (1884)
- Monascus rutilus Zhong Q.Li & F.Guo (2004)
- Monascus sanguineus P.F.Cannon, Abdullah & B.A.Abbas (1995)
- Monascus vini Săvul. & Hulea (1953)

## Phylogenetik

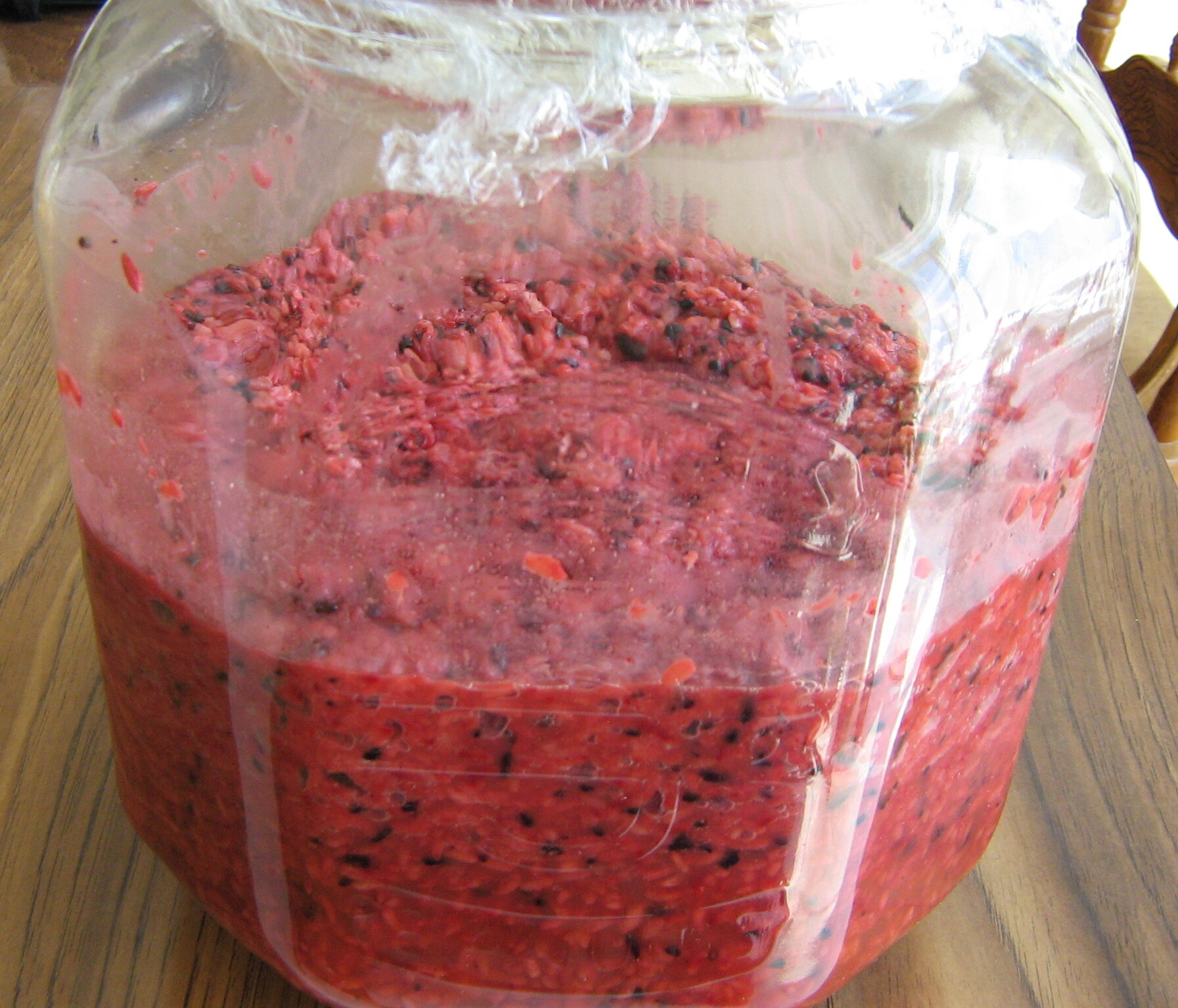
Monascus purpureus wird traditionell verwendet, um roten Reiswein zu produzieren

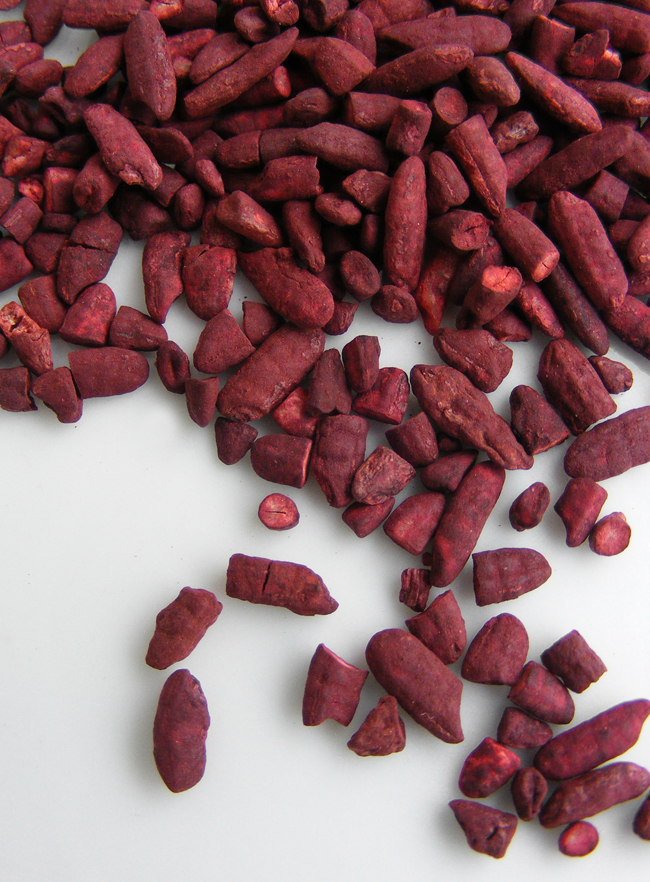
Monascus purpureus auf Reiskörnern

Die Phylogenetische Einordnung wurde 2000 von Bisby und seiner Arbeitsgruppe vorgenommen, der Monascus in eine eigene Familie, die Monascaceae, einordnete. Seit 2020 wird diese als Asperagillaceae benannt. Ein Kladogramm sieht folgendermaßen aus:
| Monascus | \| \| Monascus kaoliang \| \| \| \| \| \| Monascus pilosus \| \| \| \| \| \| Monascus aurantiacus \| \| \| \| \| \| Monascus floridanus \| \| \| \| \| \| Monascus eremophilus \| \| \| \| \| \| Monascus ruber \| \| \| \| \| \| Monascus purpureus \| \| \| \| \| \| Monascus argentinensis \| \| Vorlage:Klade/Wartung/3 Vorlage:Klade/Wartung/4 Vorlage:Klade/Wartung/5 Vorlage:Klade/Wartung/6 Vorlage:Klade/Wartung/7 Vorlage:Klade/Wartung/8 \| \| |
| | \| \| Monascus kaoliang \| \| \| \| \| \| Monascus pilosus \| \| \| \| \| \| Monascus aurantiacus \| \| \| \| \| \| Monascus floridanus \| \| \| \| \| \| Monascus eremophilus \| \| \| \| \| \| Monascus ruber \| \| \| \| \| \| Monascus purpureus \| \| \| \| \| \| Monascus argentinensis \| \| Vorlage:Klade/Wartung/3 Vorlage:Klade/Wartung/4 Vorlage:Klade/Wartung/5 Vorlage:Klade/Wartung/6 Vorlage:Klade/Wartung/7 Vorlage:Klade/Wartung/8 \| \| |
| | Basipetospora |
| | |
| | Xeromyces |
| | |
| | Fraseriella |
| Vorlage:Klade/Wartung/3 Vorlage:Klade/Wartung/4                                                                                                 | |
| | Monascus kaoliang |
| | |
| | Monascus pilosus |
| | |
| | Monascus aurantiacus |
| | |
| | Monascus floridanus |
| | |
| | Monascus eremophilus |
| | |
| | Monascus ruber |
| | |
| | Monascus purpureus |
| | |
| | Monascus argentinensis |
| Vorlage:Klade/Wartung/3 Vorlage:Klade/Wartung/4 Vorlage:Klade/Wartung/5 Vorlage:Klade/Wartung/6 Vorlage:Klade/Wartung/7 Vorlage:Klade/Wartung/8 | |

| | Monascus kaoliang      |
| |                        |
| | Monascus pilosus       |
| |                        |
| | Monascus aurantiacus   |
| |                        |
| | Monascus floridanus    |
| |                        |
| | Monascus eremophilus   |
| |                        |
| | Monascus ruber         |
| |                        |
| | Monascus purpureus     |
| |                        |
| | Monascus argentinensis |
| Vorlage:Klade/Wartung/3 Vorlage:Klade/Wartung/4 Vorlage:Klade/Wartung/5 Vorlage:Klade/Wartung/6 Vorlage:Klade/Wartung/7 Vorlage:Klade/Wartung/8 |                        |

## Monascus-Pigmente und Biosynthese
2018 wurden Forschungsergebnisse veröffentlicht, wie Monascus purpureus seine Farbpigmente synthetisiert. Sie bestehen aus Azaphilonen und ihren Stoffwechselabkömmlingen. Es gibt sechs primäre Komponenten, die alle ähnlich gebildet werden: zwei gelbe Pigmente (Ankaflavin und Monascin), zwei orange Pigmente (Monascorubin und Rubropunctain) und zwei rote Pigmente (Monascorburamin und Rubropunctamin). Alle sechs entstehen durch ein Zusammenwirken zweier Enzyme, der Polyketidsynthase (PKS) und der Fettsäure-Synthase (FAS). Im ersten Schritt wird durch die Typ-1-PKS eine Ketonkette erzeugt, die eine Knoevenagel-Reaktion durchläuft. Der zweite Schritt ist die Bildung einer Fettsäure über den FAS-Weg. Aus der β-Keto-Säure entsteht durch eine Umesterung eines der beiden orangen Pigmente. An diesem Punkt können die Verbindungen entweder reduziert werden, um eines der gelben Pigmente zu bilden, oder aminiert werden, um eines der roten Pigmente zu bilden.

## Externe Links zu erwähnten Verbindungen
1. ↑  Externe Identifikatoren von bzw. Datenbank-Links zu Ankaflavin:  CAS-Nr.: 50980-32-0, PubChem: 15294091, ChemSpider: 128946740, Wikidata: Q104389781.
2. ↑  Externe Identifikatoren von bzw. Datenbank-Links zu Monascin:  CAS-Nr.: 21516-68-7, PubChem: 12118082, ChemSpider: 25043813, Wikidata: Q27156138.
3. ↑  Externe Identifikatoren von bzw. Datenbank-Links zu Monascorubin:  CAS-Nr.: 13283-90-4, PubChem: 12118084, ChemSpider: 25046481, Wikidata: Q27286726.
4. ↑  Externe Identifikatoren von bzw. Datenbank-Links zu Rubropunctain:  CAS-Nr.: 514-67-0, PubChem: 6452445, ChemSpider: 4954878, Wikidata: Q104389777.
5. ↑  Externe Identifikatoren von bzw. Datenbank-Links zu Monascorburamin:  CAS-Nr.: 3627-51-8, PubChem: 2756091, ChemSpider: 2036858, Wikidata: Q83062026.
6. ↑  Externe Identifikatoren von bzw. Datenbank-Links zu Rubropunctamin:  CAS-Nr.: 514-66-9, PubChem: 6452444, ChemSpider: 4954877, Wikidata: Q105200891.
7. ↑  Externe Identifikatoren von bzw. Datenbank-Links zu Polyketidsynthase:  CAS-Nr.: 79956-01-7, Wikidata: Q4369963.